# Аматерска астрономија
Аматерска астрономија је назив који једним именом представља допринос астронома аматера самој астрономији.
Астроном аматер је особа која се бави астрономијом из хобија, и који за свој рад не добија никакву новчану надокнаду. За разлику од професионалног астронома којем је бављење астрономијом занимање. 
Астрономи аматери, имали су, и даље имају изузетну важну улогу у астрономији. Многе појаве на небу се не прате од стране професионалних астронома услед величине неба и недостатка опреме, посматрачког времена, простора и финансија. Велики број астронома аматера је успео открити астероиде, комете, променљиве звезде, супернове и тиме су значајно допринели развоју астрономије. Ипак, последњих година аутоматске роботизоване астрономске опсерваторије систематски претражују велики део звезданог неба сваке ноћи, тако да су смањиле звездани простор астронома аматера на којем могу да дођу до неког открића.